# Nara (fiume)
La Nara (in russo Нара?) è un fiume della Russia europea centrale, affluente di sinistra della Oka (bacino idrografico del Volga). Scorre nei rajon Odincovskij, Naro-Fominskij, Čechovskij, Serpuchovskij dell'Oblast' di Mosca e nel Žukovskij rajon dell'Oblast' di Kaluga.
Il fiume ha origine dal lago Poleckoe sulle Alture di Mosca e scorre attraverso gli stagni di Narskie. Nella parte superiore, le sponde sono basse, nella parte centrale e inferiore sono elevate. Lungo il suo corso si trovano le città di Naro-Fominsk e Serpuchov.